# طرخشقون مستدق الطرف
طرخشقون مستدق الطرف (باللاتينية: Taraxacum acuminatum ) هو نوع نباتي يتبع جنس الطرخشقون من القبيلة الشيكورية.